# Sit Down, Shut Up
Sit Down, Shut Up är en amerikansk-koreansk animerad TV-serie skapad av Mitchell Hurwitz. Serien är baserad på den australiensiska situationskomedin med samma namn. Serien hade premiär på Fox den 19 april 2009. Serien började sändas 7 augusti 2010 på TV6 i Sverige.

## Bakgrund
Mitchell Hurwitz kom på idén när han såg den australiensiske versionen av serien, som han tyckte var lik The Office. Först hade han planerat att serien skulle vara i live-action. Men när hans försök att sälja serien misslyckades, bestämde han sig för att ändra det till en animerad serie. Seriens första namn var Class Dismissed. Fox valde att börja produktionen av serien i maj 2008. Serien debuterade den 19 april 2009 i programblocket "Animation Domination", som också visar Simpsons, Family Guy och American Dad!. Seriens tog platsen i programblocket som tidigare tillhörde King of the Hill. Men när serien flyttades till en annan tid, fick King of the Hill tillbaka sin vanliga tid.
Serien gjordes av Mitchell Hurwitz, skaparen av Arrested Development tillsammans med Eric Tannenbaun och Kim Tannenbaun från 2 1/2 män. Josh Weinstein, en tidigare Simpsons-manusförfattare, är en exekutiv producent. Bill Oakley, en annan Simpsons-manusförfattare, var först med i produktionen, men produktionen av serien stoppades i maj 2008 på grund av kontraktproblem mellan producenterna och Sony. De kom överens om en kompromiss och produktionen fortsatte i juni.
Serien är skriven av manusförfattarna Josh Weinstein, Rich Rinaldi, Aisha Muharrar, Alex Herschlag, Laura Gutin, Dan Fybel, Aaron Ehasz, Michael Colton och John Aboud.

## Animation
Karaktärerna är animerade, medan bakgrunderna är bilder från verkligheten. Karaktärerna var designade av Mo Willems. De var senare omgjorda av Karapet Keroglyan och Shannon O'Connor.

## Karaktärer
Serien handlar om ett par lärare på en skola i den fiktiva staden Knob Haven i Florida.
- Ennis Hofftard, röst av Will Arnett

En cyklist som undervisar i engelska som alltid försöker jaga kvinnor. Hans slogan är "catchphrases are for losers" (slogans är för förlorare). Han tänker ofta inte igenom sina planer. Arnett, Ennis röstskådespelare, tycker att Ennis är en av de "dummare" rollerna han spelat.
- Larry Littlejunk, röst av Jason Bateman

Gympaläraren och den enda som lär ut något. Han kallar sig själv Larry L, för att han inte gillar att säga sitt efternamn. Hans slogan är "why can't someone else teach PE"? (varför kan ingen annan undervisa gymnastik?). Han är hopplöst förälskad i naturvetenskapsläraren Miracle Grohe, men klarar ofta inte av att hon är så trögtänkt, vilket gör så att han förolämpar henne istället för att säga hur han egentligen känner.. Från början var hans namn Larry Slimp.
- Miracle Grohe, röst av Kristin Chenoweth

En barfotad andlig hippie och naturvetenskapslärare som ofta tar med sin son Merch till skolan eftersom hon tycker att bebisar alltid ska vara med sin mamma. Miracles slogan är "babies are gifts from God. Drummers are creeps." (bebisar är gåvor från Gud. Trumslagare är äckliga.) Maria Bamford var först menad att rösta Miracle, men blev ersatt av Chenoweth.
- Stuart Proszakian, röst av Will Forte

Den assisterande rektorn. Hans slogan är "I need a catchphrase!" (jag behöver en slogan!)
- Muhannad Sabeeh "Happy" Fa-ach Nuabar, röst av Tom Kenny

Skolans vaktmästare som pratar arabiska. Han är överdubbad till engelska. Hans slogan är ungefär-översatt till "I am fond of America." (jag är förtjust i Amerika.)
- Andrew LeGustambos, röst av Nick Kroll

En bisexuell dramalärare som är kär i Larry och Miracle. Hans slogan är "speak up". (tala högre.)
- Helen Klench, röst av Cheri Oteri

Bibliotekarien på skolan. Hennes slogan är "quite down!" (tyst!)
- Sue Sezno, röst av Kenan Thompson

Den vikarierande rektorn på Knob Haven, på grund av den förra rektorns mystiska olycka. Hennes slogan är "no". 
- Willard Deutschebog, röst av Henry Winkler

En tysklärare, vars slogan är "If I belived in Reincarnation, I'd kill myself tonight" (om jag trodde på reinkarnation, skulle jag begå självmord i natt).